# Rusia (piosenkarka)
Rusia (ukr. i ros. Руся), właśc. Iryna Wołodymyriwna Osaułenko (ukr. Ірина Володимирівна Осауленко; ros. Ирина Владимировна Осауленко, Irina Władimirowna Osaulenko), z d. Porywaj (ukr. Поривай; ros. Порывай) (ur. 9 czerwca 1968 w Kijowie) – ukraińska piosenkarka.

## Biografia
Po ukończeniu kijowskiej szkoły muzycznej Glier, uzyskując dyplom z dyrygentury chóralnej, poznała kijowski zespół Mirage, współpracujący wówczas z kompozytorem Wołodymyrem Bystriakowem. Rusia nawiązała współpracę z Mirage w 1986 roku. Pod koniec 1987 roku zespół zmienił nazwę na MidiM. W 1989 roku muzycy MidiM wzięli udział w nagraniu pierwszych piosenek albumu Rusi Worożka (Ворожка). Teksty piosenek napisał Anatolij Matwijczuk. Wydany jesienią 1989 roku album Worożka odniósł sukces. W tym samym roku ukazał się też drugi album Rizdwiana nicz (Різдвяна ніч).
Pierwszy koncert Rusi miał miejsce we Lwowie w październiku 1989 roku. Latem 1990 roku ukazał się album Daruj meni, mamo (Даруй мені, мамо). W 1990 i 1991 roku Rusię uznano za najlepszą piosenkarkę roku. Na początku 1991 roku wystąpiła w Londynie dla ukraińskiej diaspory. W tym roku ukazał się album Popeluszka (Попелюшка). Latem 1991 roku miała ponad 100 koncertów na zachodniej Ukrainie. Rusia stała się pierwszą ukraińskojęzyczną gwiazdą, która odniosła sukces na Ukrainie.
W sierpniu 1991 roku nagrała rosyjskojęzyczny album Malenʹkoje sczastje (Маленькое счастье). Album miał być pierwszym wydawnictwem piosenkarki na rynek dawnego Związku Radzieckiego. W wyniku upadku ZSRR album nie został wydany. Pod koniec 1991 roku Rusia wyjechała do Kanady. Na Ukrainę wróciła w 1994 roku.
W 1994 roku nagrała albumy Kyjanoczka (Кияночка) oraz Czeremszyna (Черемшина). W 1997 roku nagrała album Mij amerykaneć (Мій американець). W 1998 roku wzięła udział w ostatniej trasie koncertowej na Ukrainie.

## Dyskografia
(na podstawie materiałów źródłowych)
- Worożka (Ворожка; 1989)
- Rizdwiana nicz (Різдвяна ніч; 1989)
- Daruj meni, mamo (Даруй мені, мамо; 1990)
- Popeluszka (Попелюшка; 1991)
- Kyjanoczka (Кияночка; 1994)
- Czeremszyna (Черемшина; 1994)
- Mij amerykaneć (Мій американець; 1997)
- Wizerunky (kraszczi pisni) (Візерунки (кращі пісні); 2007)
- Małeńki podarunky (Маленькi подарунки; 2009)